# 백암논문상
백암논문상은 펜실베니아대 산업공학과 석좌교수와 세계생산공학회장 등을 역임하며 생산공학 분야에서 세계적인 업적을 남긴 고 함인영 박사가 "대한민국의 정밀, 생산공학분야 발전을 위해 써달라"며 기증한 기금에 의해 1997년 제정되어 매년 1명에게 수여된다. 최근 3년 이내 한국정밀공학회, 학술진흥재단 등재지, SCI(E)급 학술지 등에 게재된 논문의 양질을 평가해 설계 및 재료분야에서 뛰어난 논문게재 활동을 저자 중에서 만40세 이하의 최우수 논문 저자에게 수여되는 상이다.

## 수상자
|        | 수상자 | 소속                    | 전공                   | |
| ------ | ------ | ----------------------- | ---------------------- | --- |
| 1986년 | 양동렬 | 한국과학기술원          | 생산공학과             | [ 2 ] |
| 1987년 | 이건우 | 서울대학교              | 기계항공 공학부        | |
| 1988년 | 나석주 | 한국과학기술원          |                        | [ 3 ] |
| 1989년 | 양민석 | 한국과학기술원          |                        | [ 4 ] |
| 1990년 | 김현수 | 성균관대학교            | 벨트구동과 동력전달    | [ 5 ] |
| 1992년 | 정무영 |                         |                        | [ 6 ] |
| 1997년 | 이건우 | 서울대학교              | 기계항공 공학부        | [ 7 ] |
| 2001년 | 권원태 | 서울시립대              |                        | |
|        | 안동규 | 조선대학교              | 기계공학과             | [ 8 ] |
| 2005년 | 안성훈 | 서울대학교              | 기계항공 공학부        | “IT 기술과 기계공학의 통합 (Integration)” 등의 논문 |
| 2006년 | 전종업 | 울산대학교              | 자동차공학             | [ 10 ] |
| 2007년 | 김태운 | 경성대학교              | 산업공학과             | [ 11 ] |
| 2009년 | 백천현 | 동의대학교              | 산업경영공학과         | [ 12 ] |
| 2009년 | 안동규 | 조선대학교              | 기계공학부             | '직접식 금속 쾌속 툴링/생산기술을 이용한 금형 개발' |
| 2011년 | 김한성 | 연세대학교 의공학부     | 전산의용생체공학연구실 | [ 14 ] |
| 2013년 | 조규진 |                         |                        | “Deformable-Wheel Robot based on Soft Material” 등의 논문                                                                                                  |
| 2015년 | 유희천 | 포항공대 산업경영공학과 |                        | 제품개발시 시장경쟁력 제고를 위한 성능 및 사용성, 친환경성 평가 결과를 종합적으로 고려하는 설계방안 제시하여 소형 온풍기에 적용해 효용성을 평가한 연구성과 |